# Жіноча збірна Австралії з футболу
Жіноча збірна Австралії з футболу (англ. Australia women's national soccer team) — представляє Австралію на міжнародних змаганнях з жіночого футболу. Контролюється Футбольною федерацією Австралії (FFA), яка є членом Азійської конфедерації футболу (AFC).

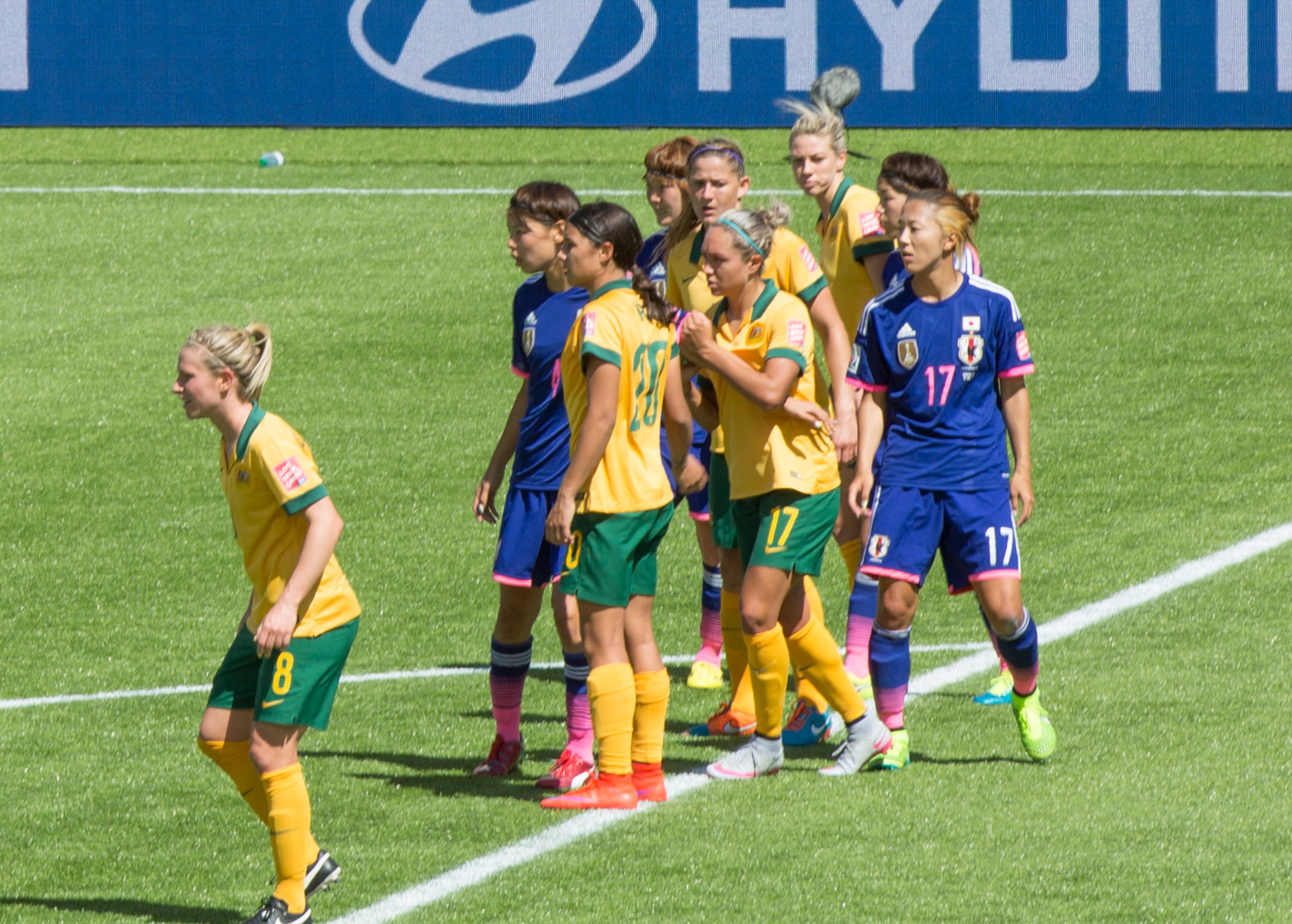
Australia vs Japan (FIFA Women's World Cup Canada 2015)

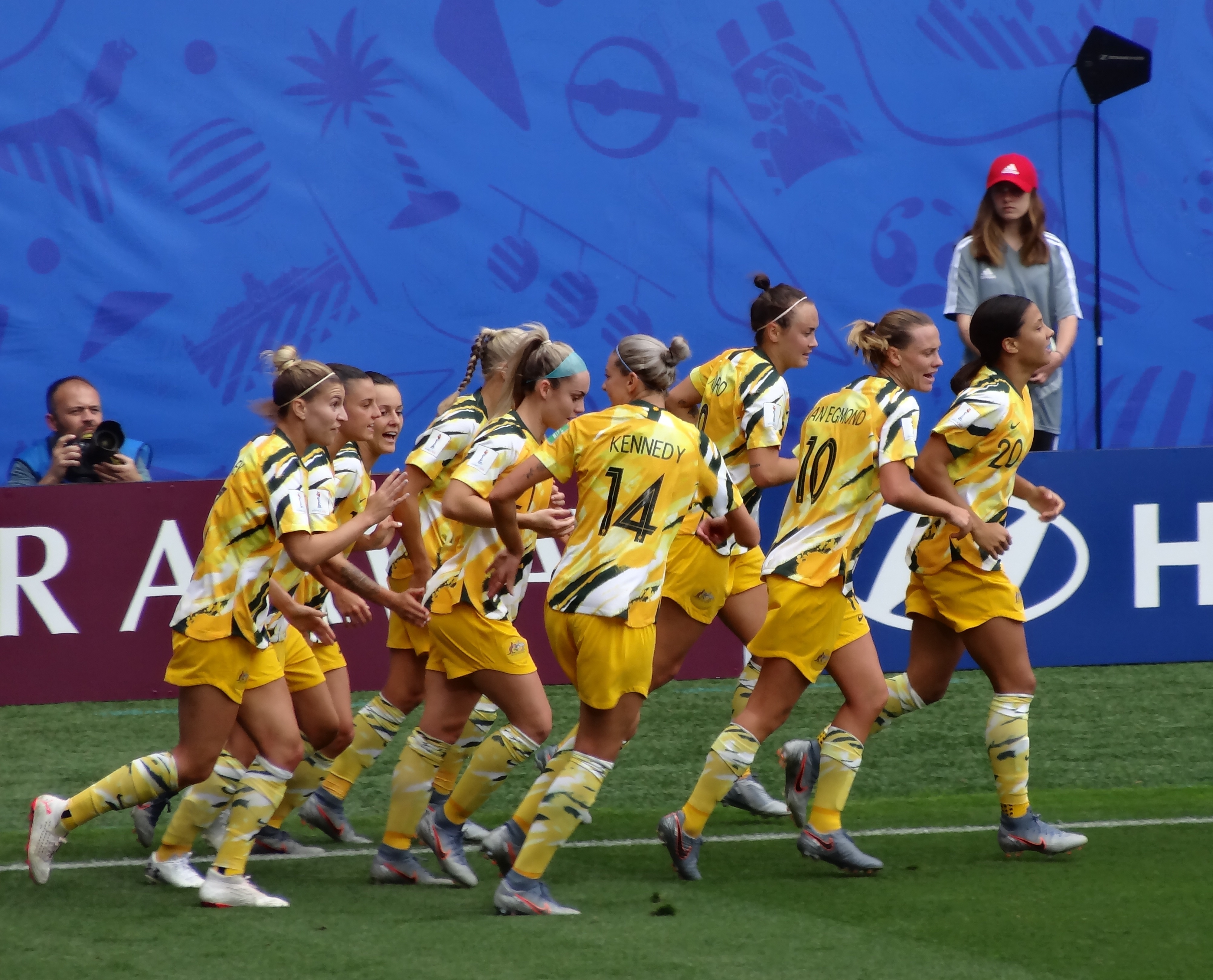
Австралійські гравчині на Чемпіонаті Світу (Women World Cup France 2019)

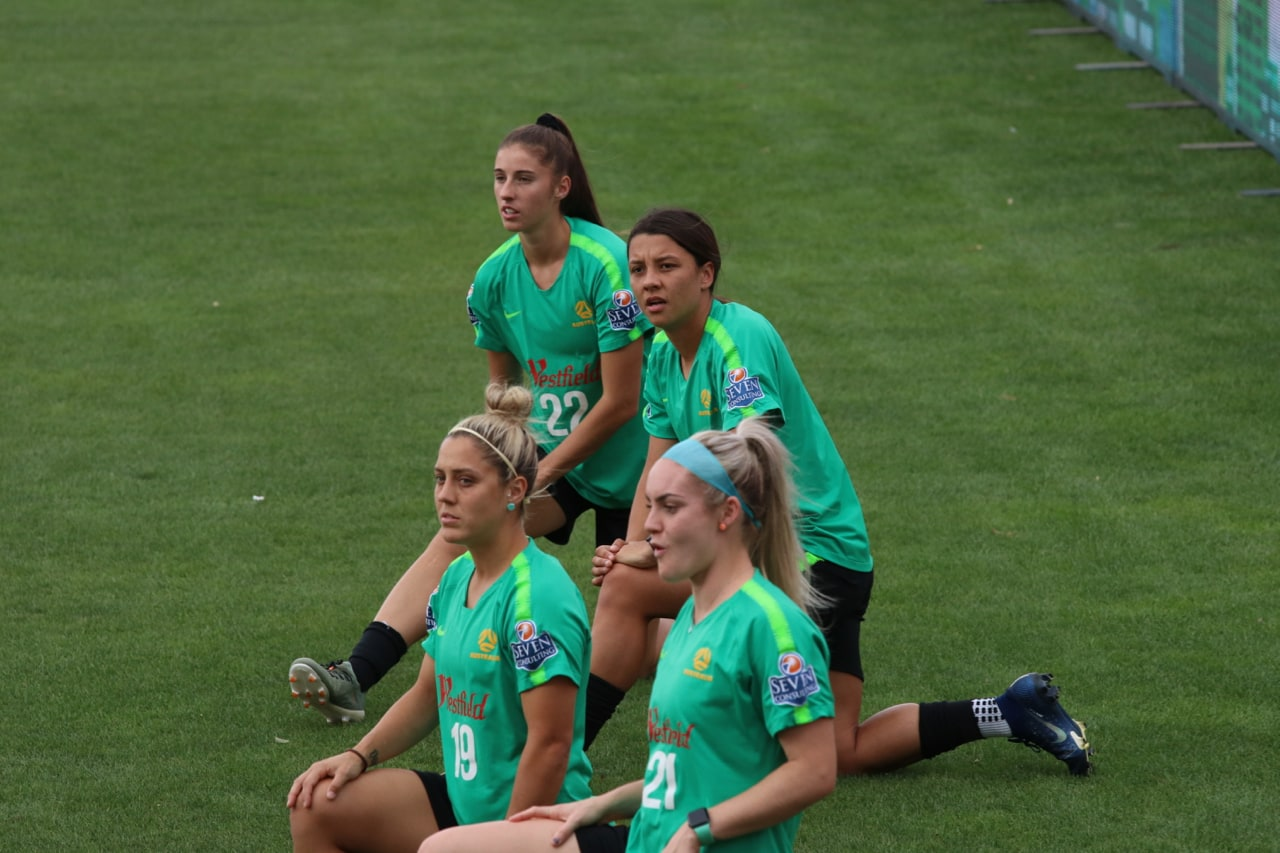
Матільди готуються до гри

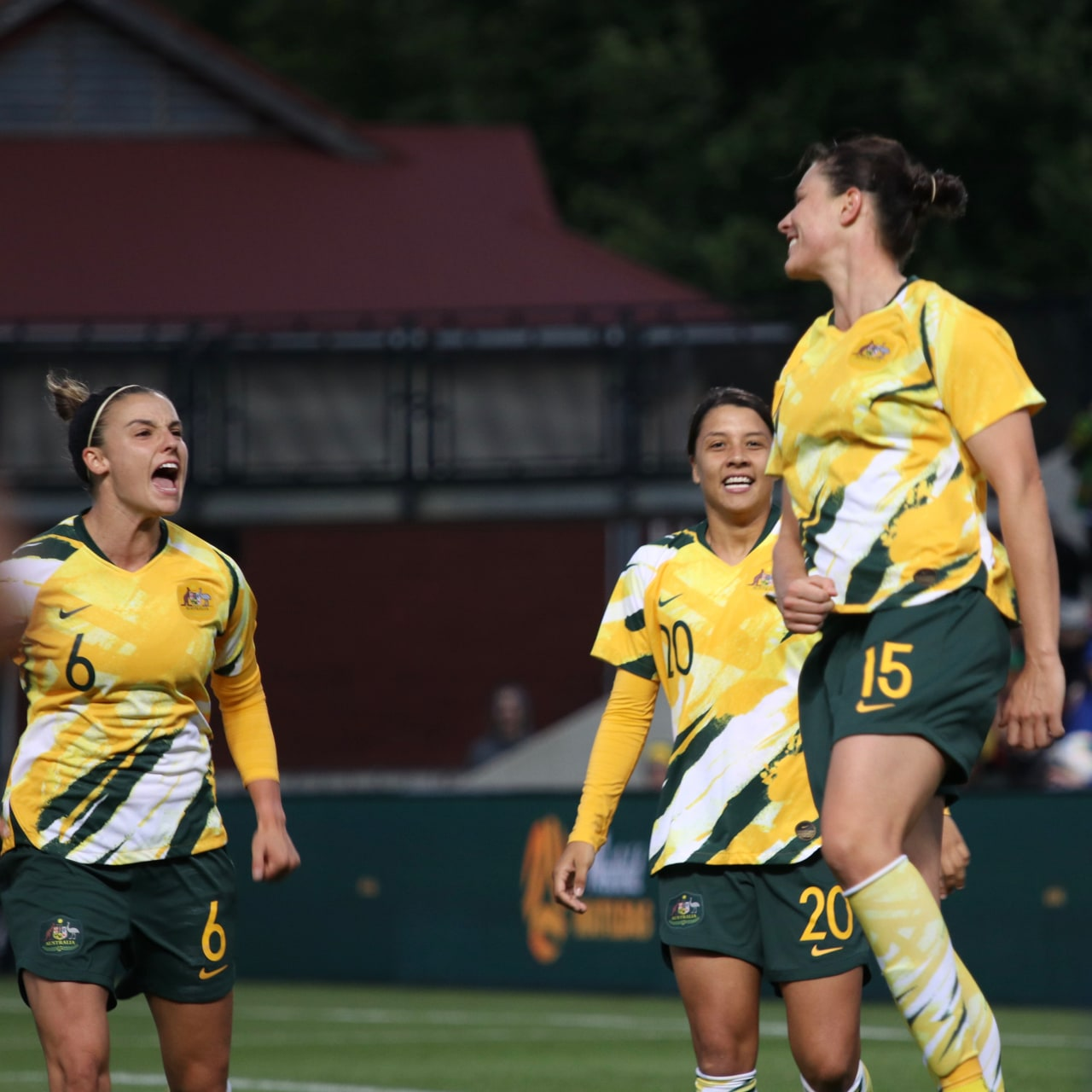
Збірна Австралії святкує забитий гол у ворота суперниць

## Міжнародні турніри

### Чемпіонат світу
| 1991 | не кваліфікувалась | не кваліфікувалась | не кваліфікувалась | не кваліфікувалась | не кваліфікувалась | не кваліфікувалась | не кваліфікувалась |
| 1995 | груповий раунд     |                    |                    |                    |                    |                    |                    |
| 1999 | груповий раунд     |                    |                    |                    |                    |                    |                    |
| 2003 | груповий раунд     |                    |                    |                    |                    |                    |                    |
| 2007 | чвертьфінал        |                    |                    |                    |                    |                    |                    |
| 2011 | чвертьфінал        |                    |                    |                    |                    |                    |                    |
| 2015 | чвертьфінал        |                    |                    |                    |                    |                    |                    |
| 2019 | 1/8 фіналу         |                    |                    |                    |                    |                    |                    |
| 2023 | 4-те місце         |                    |                    |                    |                    |                    |                    |

### Олімпійські ігри
| 1996 | не кваліфікувалась | не кваліфікувалась | не кваліфікувалась | не кваліфікувалась | не кваліфікувалась | не кваліфікувалась | не кваліфікувалась |
| 2000 | груповий раунд     |                    |                    |                    |                    |                    |                    |
| 2004 | чвертьфінал        |                    |                    |                    |                    |                    |                    |
| 2008 | не кваліфікувалась | не кваліфікувалась | не кваліфікувалась | не кваліфікувалась | не кваліфікувалась | не кваліфікувалась | не кваліфікувалась |
| 2012 | не кваліфікувалась | не кваліфікувалась | не кваліфікувалась | не кваліфікувалась | не кваліфікувалась | не кваліфікувалась | не кваліфікувалась |
| 2016 | чвертьфінал        |                    |                    |                    |                    |                    |                    |
| 2020 | 4-те місце         |                    |                    |                    |                    |                    |                    |
| 2024 | груповий раунд     |                    |                    |                    |                    |                    |                    |

### Кубок Океанії
| Рік  | Результат  |
| ---- | ---------- |
| 1983 | фіналіст   |
| 1986 | фіналіст   |
| 1989 | 3-тє місце |
| 1991 | фіналіст   |
| 1994 | чемпіони   |
| 1998 | чемпіони   |
| 2003 | чемпіони   |

### Кубок Азії
| Рік  | Результат           |
| ---- | ------------------- |
| 1975 | 3-тє місце          |
| 1977 | Не були членами AFC |
| 1979 | 3-тє місце          |
| 1981 | Не були членами AFC |
| 1983 | Не були членами AFC |
| 1986 | Не були членами AFC |
| 1989 | Не були членами AFC |
| 1991 | Не були членами AFC |
| 1993 | Не були членами AFC |
| 1995 | Не були членами AFC |
| 1997 | Не були членами AFC |
| 1999 | Не були членами AFC |
| 2001 | Не були членами AFC |
| 2003 | Не були членами AFC |
| 2006 | фіналіст            |
| 2008 | 4-те місце          |
| 2010 | чемпіони            |
| 2014 | фіналіст            |
| 2018 | фіналіст            |
| 2022 | чвертьфінал         |

## Досягнення
- Кубок ОФК (Чемпіонат Океанії): 
  -  Золото (3):  1994, 1998, 2003
  -  Срібло (3): 1983, 1986, 1991
  -  Бронза (1): 1989
- Кубок АФК (Чемпіонат Азії)
  -  Золото (1): 2010
  -  Срібло (3): 2006, 2014, 2018
  -  Бронза (2): 1975, 1979
- Кубок АФФ (Чемпіонат Південно-Східної Азії та Австралії)
  -  Золото (1):  2008